# Olbia-Costa Smeraldas flygplats
Olbia-Costa Smeraldas flygplats (IATA: OLB, ICAO: LIEO) (italienska: Aeroporto di Olbia-Costa Smeralda) är en internationell flygplats i Olbia på Sardinien, Italien. Flygplatsen är flygbolaget Meridianas bas och flygbolaget har även sitt högkvarter i Olbia. Den trafikeras främst av charter från Europa.